# Fleury-devant-Douaumont
Pour les articles homonymes, voir Fleury et Douaumont (homonymie).
Fleury-devant-Douaumont est une commune française située dans le département de la Meuse, en région Grand Est.
Le village fut détruit en 1916 pendant la bataille de Verdun et ne fut pas reconstruit. Depuis, le site de la commune est devenu un lieu de souvenir inhabité.

## Géographie

### Localisation
La commune se trouve dans la forêt de Verdun, à quelques kilomètres au nord-est de la ville éponyme.

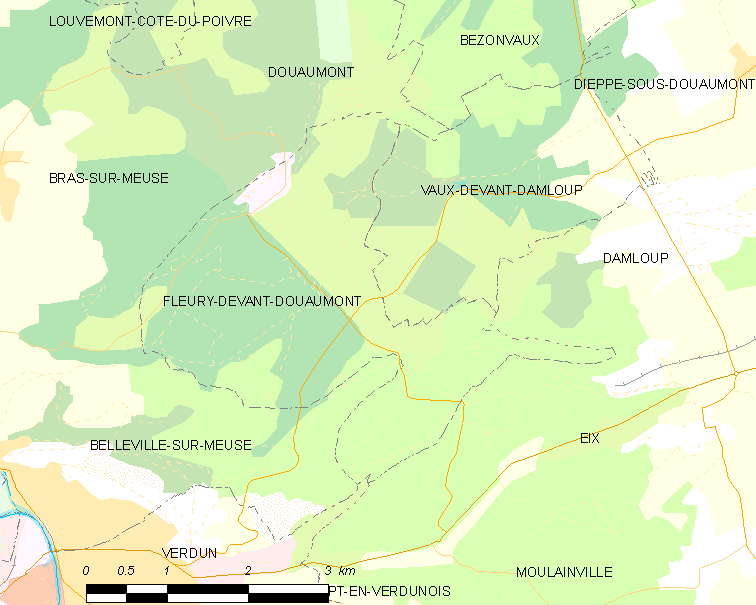
Localisation de la commune.

### Communes limitrophes
| Bras-sur-Meuse       | Douaumont village détruit | Vaux-devant-Damloup village détruit |
|                      | Fleury-devant-Douaumont   | Damloup                             |
| Belleville-sur-Meuse | Verdun                    | Moulainville                        |

### Hydrographie
La commune est traversée par la ligne de partage des eaux entre les bassins versants du Rhin et de la Meuse au sein du bassin Rhin-Meuse. Elle n'est drainée par aucun cours d'eau,.

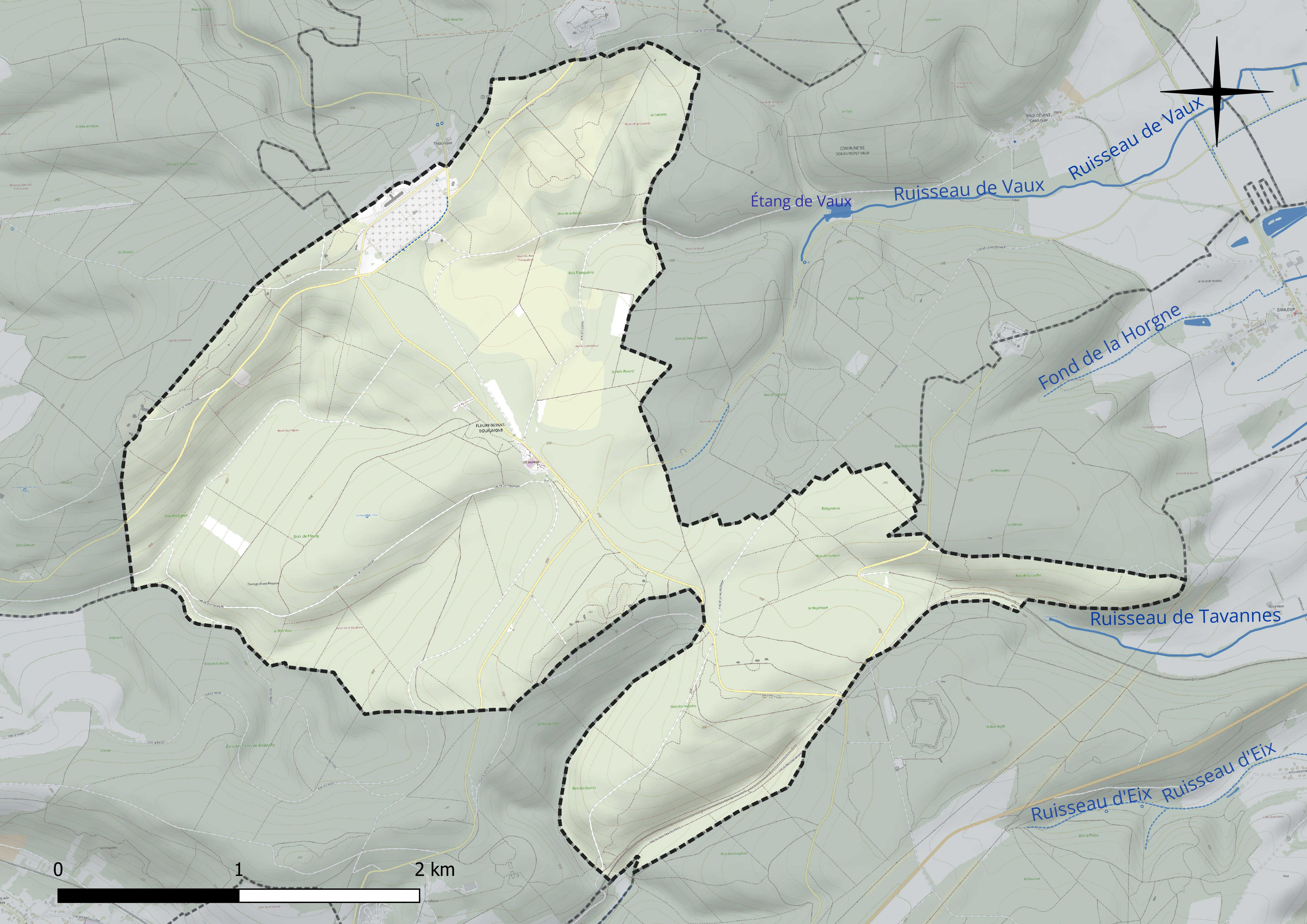
Réseau hydrographique de Fleury-devant-Douaumont.

### Climat
Pour des articles plus généraux, voir Climat du Grand Est et Climat de la Meuse.
En 2010, le climat de la commune est de type climat de montagne, selon une étude du Centre national de la recherche scientifique s'appuyant sur une série de données couvrant la période 1971-2000. En 2020, Météo-France publie une typologie des climats de la France métropolitaine dans laquelle la commune est exposée à un climat océanique altéré et est dans la région climatique Lorraine, plateau de Langres, Morvan, caractérisée par un hiver rude (1,5 °C), des vents modérés et des brouillards fréquents en automne et hiver.
Pour la période 1971-2000, la température annuelle moyenne est de 9,3 °C, avec une amplitude thermique annuelle de 16,4 °C. Le cumul annuel moyen de précipitations est de 1 043 mm, avec 13,8 jours de précipitations en janvier et 9,4 jours en juillet. Pour la période 1991-2020, la température moyenne annuelle observée sur la station météorologique de Météo-France la plus proche, « Bonzée_sapc », sur la commune de Bonzée à 16 km à vol d'oiseau, est de 10,6 °C et le cumul annuel moyen de précipitations est de 783,7 mm. 
La température maximale relevée sur cette station est de 40,6 °C, atteinte le 24 juillet 2019 ; la température minimale est de −17,3 °C, atteinte le 7 février 2012,,.
Les paramètres climatiques de la commune ont été estimés pour le milieu du siècle (2041-2070) selon différents scénarios d'émission de gaz à effet de serre à partir des nouvelles projections climatiques de référence DRIAS-2020. Ils sont consultables sur un site dédié publié par Météo-France en novembre 2022.

## Urbanisme

### Typologie
Au 1er janvier 2024, Fleury-devant-Douaumont est catégorisée commune rurale à habitat très dispersé, selon la nouvelle grille communale de densité à sept niveaux définie par l'Insee en 2022.
Elle est située hors unité urbaine. Par ailleurs la commune fait partie de l'aire d'attraction de Verdun, dont elle est une commune de la couronne,. Cette aire, qui regroupe 103 communes, est catégorisée dans les aires de moins de 50 000 habitants,.

### Occupation des sols
L'occupation des sols de la commune, telle qu'elle ressort de la base de données européenne d’occupation biophysique des sols Corine Land Cover (CLC), est marquée par l'importance des forêts et milieux semi-naturels (97,8 % en 2018), une proportion identique à celle de 1990 (97,8 %). La répartition détaillée en 2018 est la suivante :
forêts (85 %), milieux à végétation arbustive et/ou herbacée (12,8 %), espaces verts artificialisés, non agricoles (2,2 %). L'évolution de l’occupation des sols de la commune et de ses infrastructures peut être observée sur les différentes représentations cartographiques du territoire : la carte de Cassini (XVIIIe siècle), la carte d'état-major (1820-1866) et les cartes ou photos aériennes de l'IGN pour la période actuelle (1950 à aujourd'hui).

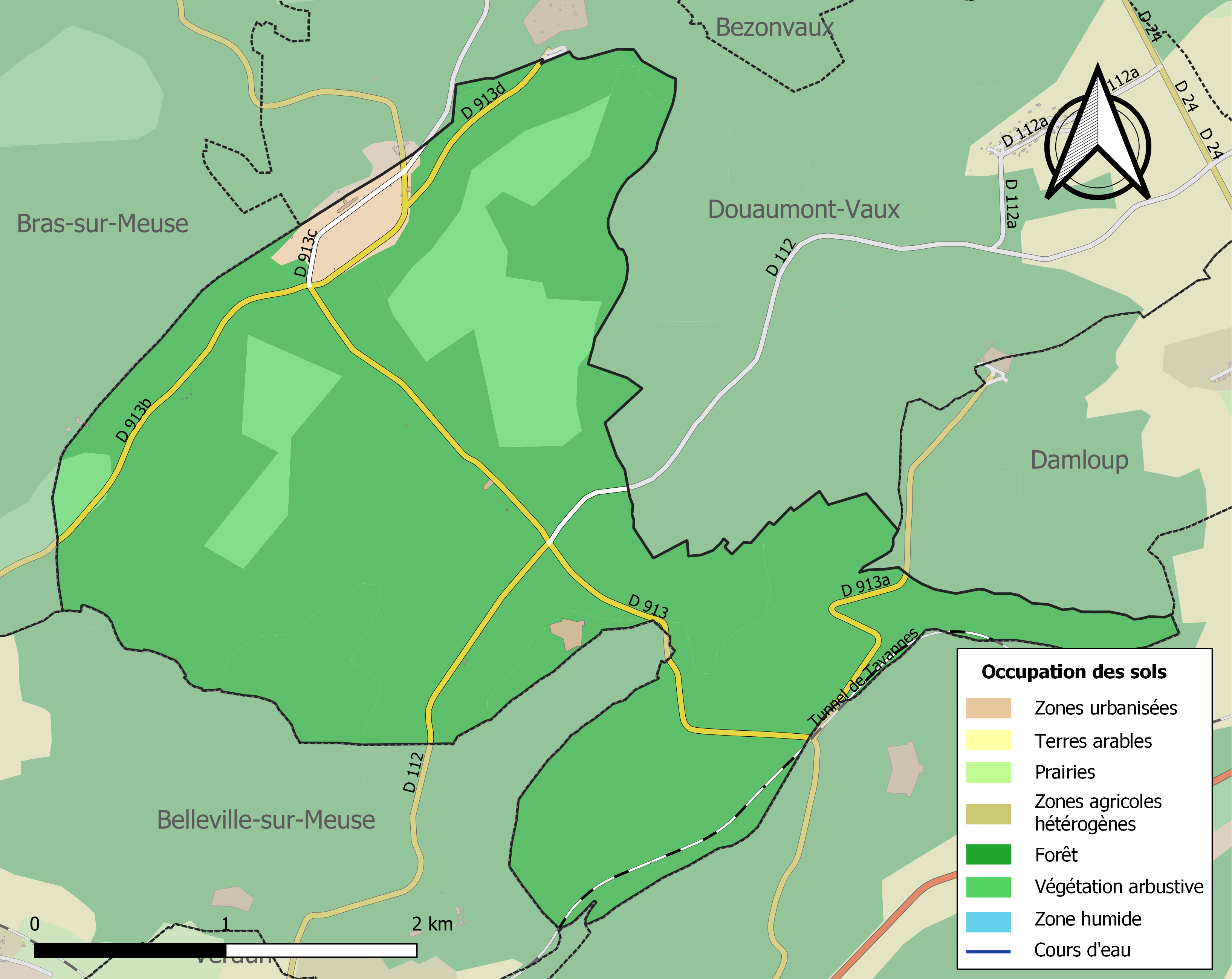
Carte des infrastructures et de l'occupation des sols de la commune en 2018 (CLC).

## Toponymie
Le nom de la localité est attesté sous les formes Fleurey (1254) ; Flurey (1275) ; Flurei (1283) ; Fleurium (1738) ; Fleury (1793) ; Fleury (1801) ; Fleury-devant-Douaumont à date non connue.
Fleury est au sud de Douaumont.

## Histoire
Nota : les informations qui suivent sont issues des panneaux locaux d'informations.
Avant la Première Guerre mondiale, Fleury-devant-Douaumont est un village dont les 422 habitants, en 1913, vivent principalement de l'agriculture céréalière et du travail du bois.
Les principaux conflits qui se sont déroulés dans la région, guerres révolutionnaires et d'empire, guerre de 1870 n'ont pas atteint le village, situé sur des hauteurs boisées. Après 1870, une voie ferrée est construite entre Verdun et Douaumont qui passe par Fleury. Un certain nombre d'ouvrages défensifs voient le jour dans le secteur (l'Empire allemand depuis 1871 s'étend alors sur une partie de la Lorraine, la frontière se situant désormais à une quarantaine de kilomètres à l'est de Fleury) : la redoute de Souville, les forts de Tavannes et de Froideterre et plusieurs ouvrages annexes. La commune voit alors passer nombre de soldats et d'ouvriers. En août 1914, les régiments de Verdun passent par Fleury pour se rendre dans la plaine de la Woëvre. Avec la bataille de la Marne, en septembre 1914, le front se fixe à quelques kilomètres au nord-est du village. Durant l'année 1915, il fait partie de la zone fortifiée de Verdun et de nombreux soldats y cantonnent.
Le 21 février 1916 débute la bataille de Verdun. Le village est réveillé par les tirs d'artillerie préparatoires à l'assaut allemand. L'ordre est donné d'évacuer le village, sous la neige. Le 25 février le fort de Douaumont tombe aux mains des Allemands, qui ont désormais une vue sur le village bombardé. Le 7 juin, le fort de Vaux tombe à son tour. La ligne de front passe désormais par la commune et Fleury, entre le fort de Souville et l'ouvrage de Froideterre, devient une position clé qui peut permettre aux Allemands de percer en direction de Verdun. De juin à août, le commandement allemand lance plusieurs offensives sur cette partie du front. En deux mois, le village est pris et repris 16 fois par Français et Allemands. Le 23 juin, les Allemands lancent plusieurs milliers d'obus sur le village, dont certains au gaz, bombardement suivi par une offensive des meilleures troupes impériales, la Garde bavaroise et l'Alpenkorps. Pour tenir la position, les hommes du 121e bataillon de chasseurs à pied se sacrifient. Les Français tentent également de contenir l'attaque en engageant leur aviation qui procède à des mitraillages au sol. La 260e brigade a pris la relève et d'âpres combats se déroulent pendant plusieurs jours sur quelques hectares seulement. Le village est pris le 23 juin 1916 par les Allemands, repris le lendemain 24 juin par les Français et de nouveau le surlendemain 25 juin par les Allemands.
Le 11 juillet 1916, les Allemands réussissent à prendre la Poudrière, un dépôt de munitions avancé enterré qui était destiné à alimenter les forts environnants. Certains soldats allemands parviennent jusqu'au Centre D, un petit ouvrage de défense terrassée. Ce point marque l'avancée allemande maximale en direction de Verdun.

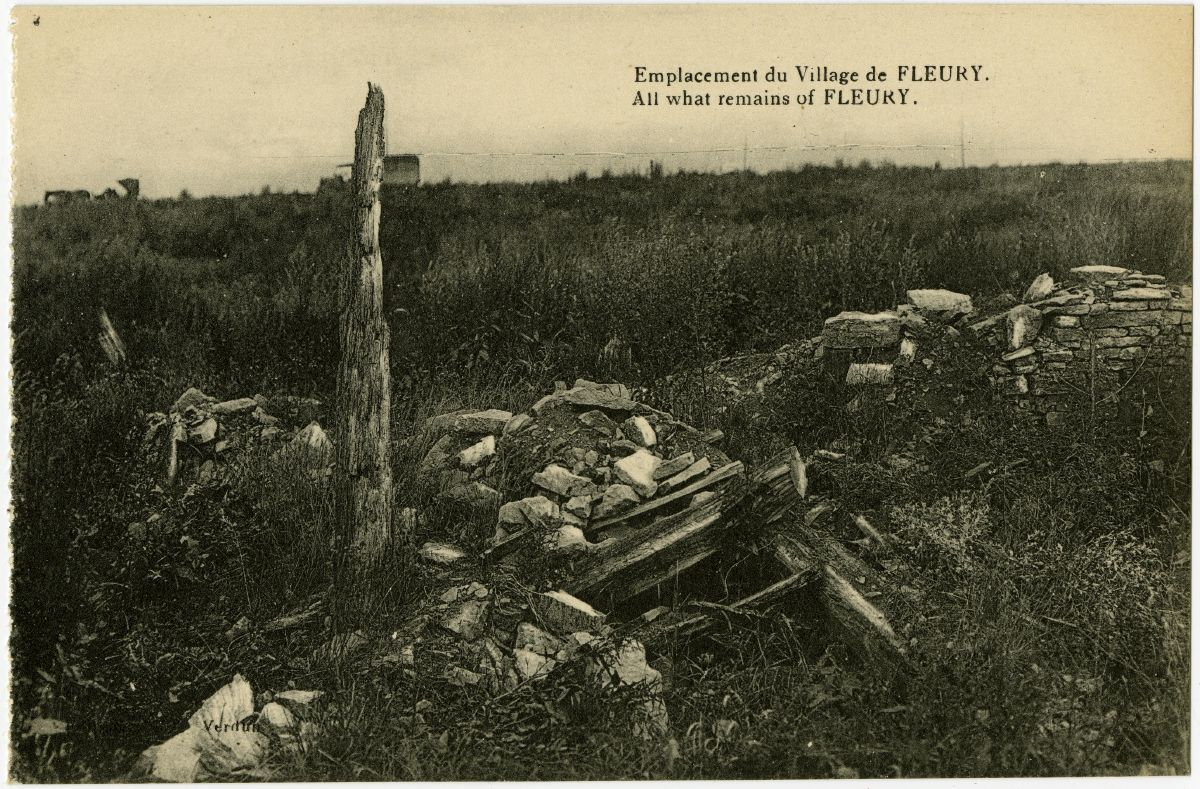
Carte postale montrant les ruines de Fleury.

Du 13 juillet au 5 août 1916, d'intenses combats se déroulent autour du village en ruines. Dans la nuit du 17 au 18 août 1916, le régiment d'infanterie coloniale du Maroc lance un assaut et reprend définitivement le village. Avec les zouaves et les tirailleurs de la 38e division d'infanterie, ils combattaient depuis 10 jours sur le territoire de la commune.
Situé sur le secteur de Verdun, le village disparaît totalement sous l'acharnement des pilonnages des obus français et allemands.
En 1918, le village est déclaré « mort pour la France ». C'est l'un des neuf villages détruits lors de la bataille de Verdun. Le relief tourmenté du sol de la commune témoigne encore de l'énorme quantité d'obus reçue.
En 1916, la commune normande appelée Allemagne change son nom en Fleury-sur-Orne en l'honneur du village détruit. Plusieurs villages de Bavière ont une rue nommée Fleury, nom donné en l'honneur des soldats de la Garde bavaroise tombés lors des assauts sur le village.

## Politique et administration
Bien que détruit et sans habitant, comme les huit autres villages détruits autour de Verdun, la « Nation reconnaissante » a conservé son statut de commune à Fleury après la guerre. Il a donc un maire, nommé par le préfet de la Meuse.
| Période                                  | Période   | Identité            | Étiquette | Qualité                                                                              |
| ---------------------------------------- | --------- | ------------------- | --------- | ------------------------------------------------------------------------------------ |
| Les données manquantes sont à compléter. |           |                     |           |                                                                                      |
| 1819                                     | 1831      | François Lamorlette |           |                                                                                      |
| mars 2001                                | mars 2008 | Léon Rodier         |           | Ancien colonel de l'armée de terre, délégué du Comité national du souvenir de Verdun |
| mars 2008                                | En cours  | Jean-Pierre Laparra |           |                                                                                      |

La commune de Fleury-sur-Orne, dans le Calvados, a été baptisée par ses élus en hommage à Fleury-devant-Douaumont, par une décision du conseil municipal du 23 août 1916, validée par le conseil des Ministres le 12 avril 1917. Elle s'appelait auparavant Allemagne.

## Population et société

### Démographie
Depuis la fin de la Première Guerre mondiale, la commune est inhabitée. L'évolution du nombre d'habitants est connue à travers les recensements de la population effectués dans la commune depuis 1793. À partir du XXIe siècle, les recensements réels des communes de moins de 10 000 habitants ont lieu tous les cinq ans, contrairement aux autres communes qui ont une enquête par sondage chaque année,.
| 1793 | 1800 | 1806 | 1821 | 1831 | 1836 | 1841 | 1846 | 1851 |
| ---- | ---- | ---- | ---- | ---- | ---- | ---- | ---- | ---- |
| 221  | 260  | 293  | 289  | 380  | 345  | 369  | 390  | 400  |

| 1856 | 1861 | 1866 | 1872 | 1876 | 1881 | 1886 | 1891 | 1896 |
| ---- | ---- | ---- | ---- | ---- | ---- | ---- | ---- | ---- |
| 376  | 365  | 350  | 366  | 378  | 334  | 524  | 425  | 433  |

| 1901 | 1906 | 1911 | 1921 | 1926 | 1931 | 1936 | 1946 | 1954 |
| ---- | ---- | ---- | ---- | ---- | ---- | ---- | ---- | ---- |
| 348  | 361  | 422  | 12   | 90   | 77   | 6    | -    | -    |

| 1962 | 1968 | 1975 | 1982 | 1990 | 1999 | 2006 | 2007 | 2012 |
| ---- | ---- | ---- | ---- | ---- | ---- | ---- | ---- | ---- |
| -    | 5    | 5    | 4    | 5    | -    | -    | -    | -    |

| 2017 | 2022 | - | - | - | - | - | - | - |
| ---- | ---- | - | - | - | - | - | - | - |
| -    | -    | - | - | - | - | - | - | - |

## Économie
Néant, lieu de mémoire (commune « morte »).

## Culture locale et patrimoine

### Lieux de mémoire de la Grande Guerre
Aujourd'hui lieu de souvenir, Fleury est un espace boisé où les stigmates des furieux combats qui s'y déroulèrent sont encore visibles bien qu'atténués par le temps. En 1972, ses trois anciennes rues sont de nouveau tracées, une borne marquant l'emplacement de chaque maison. Un parcours fléché permet de découvrir l'emplacement de ces dernières.
- La chapelle commémorative Notre-Dame-de-l'Europe a été construite à l'emplacement de l'ancienne église. En 1979, elle a été dédiée à l'Europe avec une statue de la Vierge Marie dont le manteau est un drapeau européen. Elle est inscrite au titre des Monuments Historiques en 2021[18].
- l'ouvrage de Froideterre ;
- l'ouvrage de Thiaumont ;
- l'ossuaire de Douaumont classé au titre des monuments historiques depuis 1996[19];
- Le mémorial de Verdun, musée consacré à l'histoire et à la mémoire de la bataille de Verdun de 1916 ;
- Le monument aux morts israélites classé au titre des monuments historiques depuis 1996[20];
- le fort de Souville ;
- la batterie de l'Hôpital ;
- le tunnel de Tavannes.

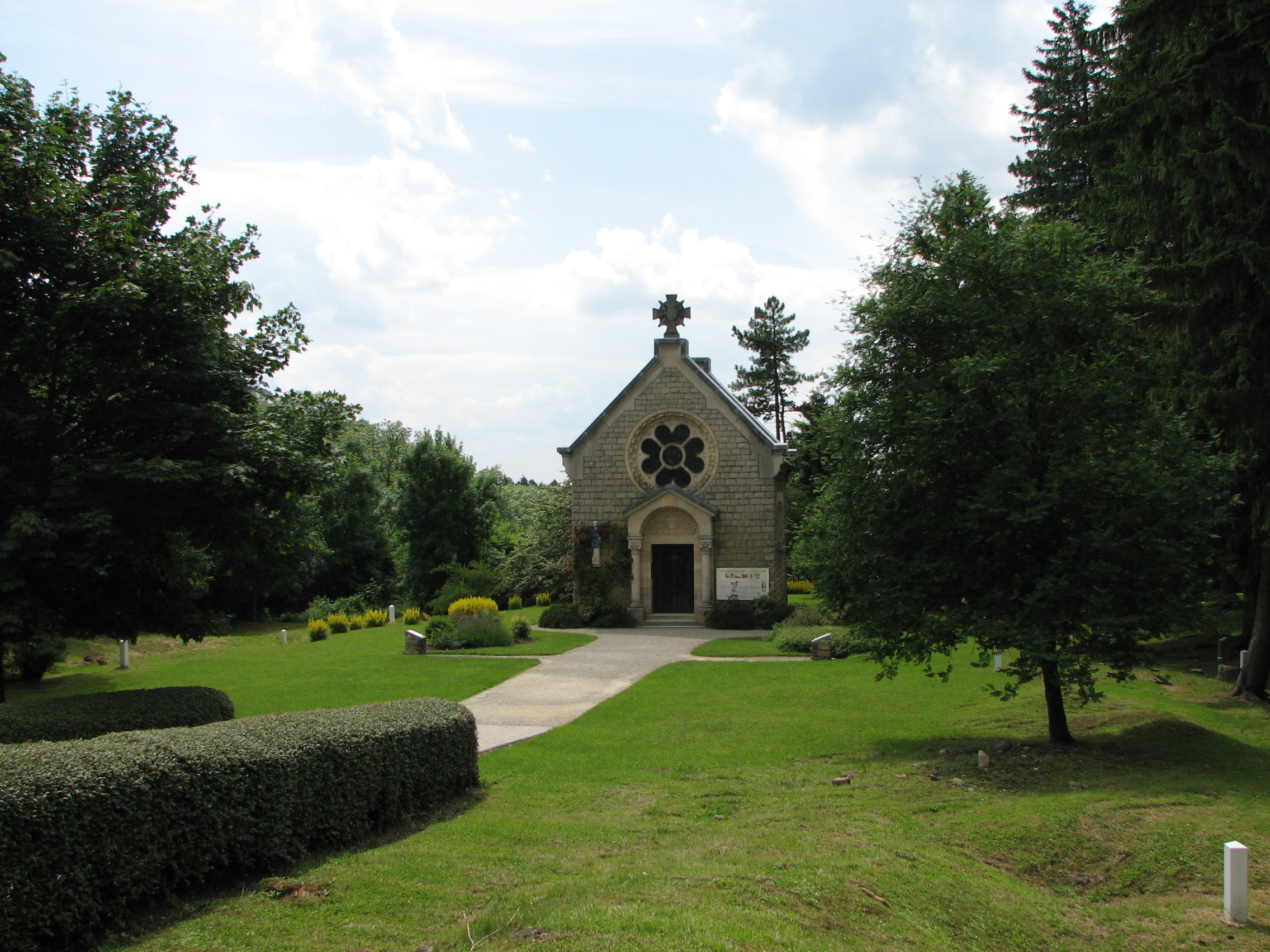
La chapelle Notre-Dame-de-l'Europe.
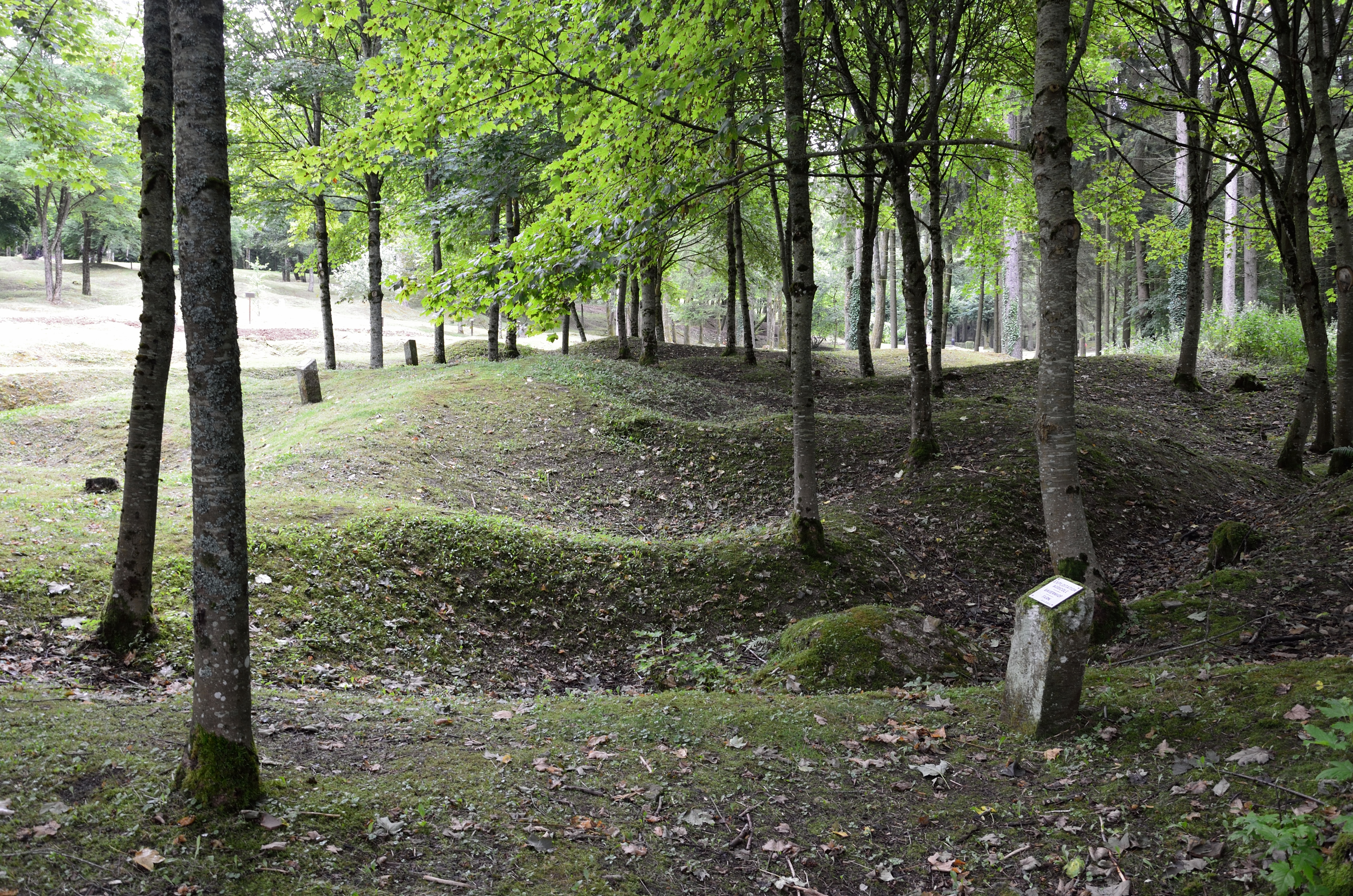
À l'emplacement du village détruit de Fleury.
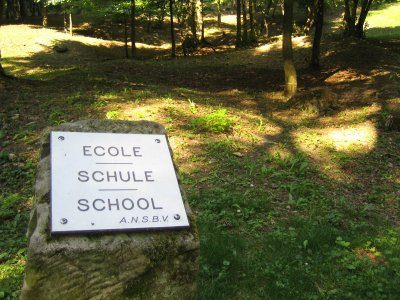
Plaque indiquant l'emplacement de l'école de Fleury.
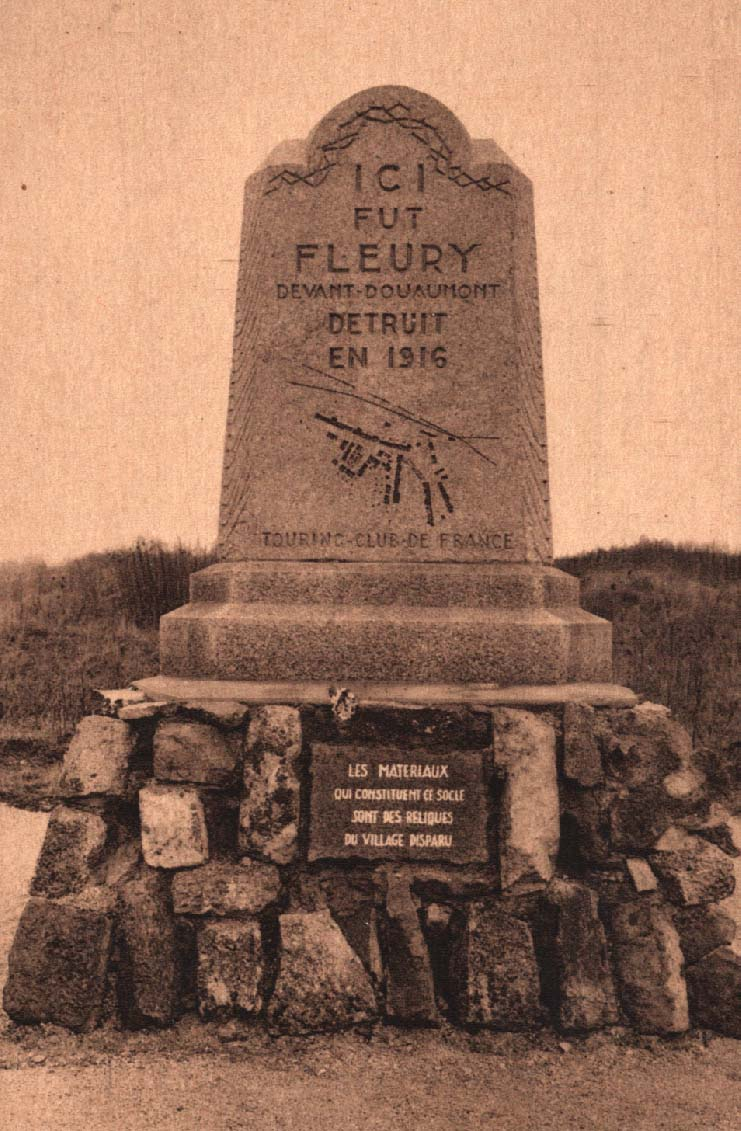
Le monument signalant Fleury : le socle a été construit avec toutes les pierres restant du village.
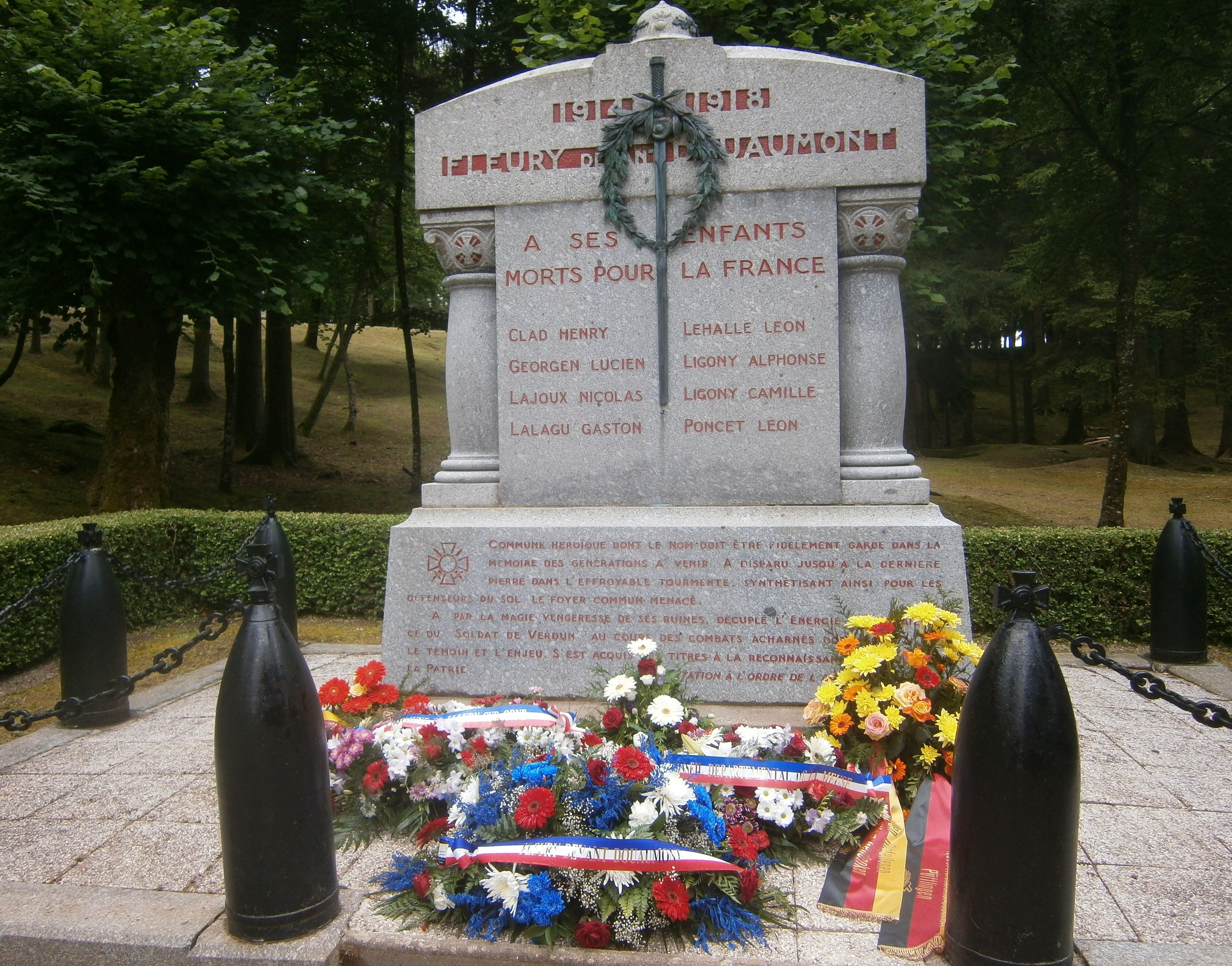
Monument aux morts.
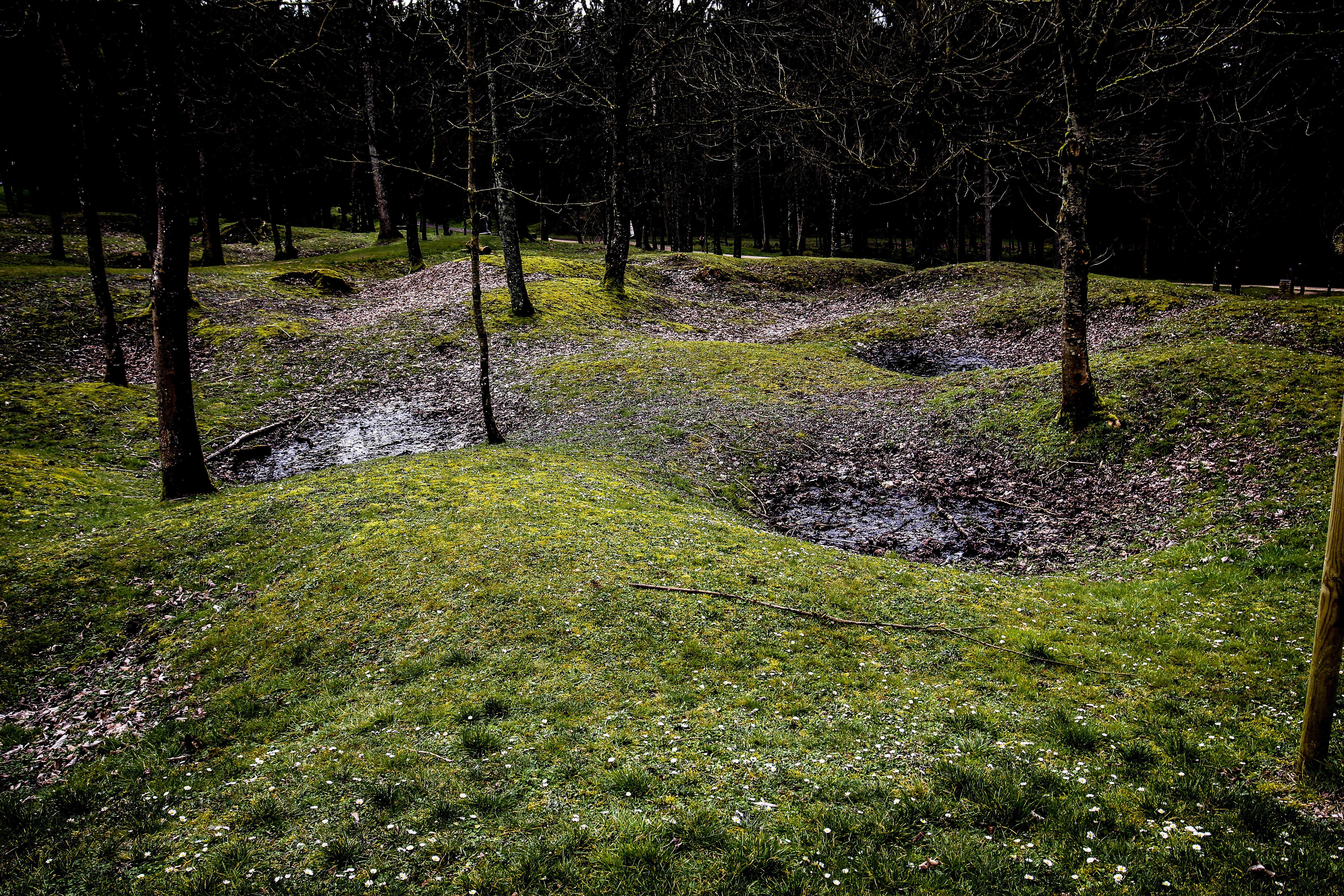
Fleury-devant-Douaumont, une topographie bouleversée par les obus.

### Héraldique
| Blason de Fleury-devant-Douaumont | Blason  | Coupé : au 1er d'azur à l’échauguette d'argent maçonnée de sable et accostée de deux étoiles d'or, au 2e d'or à la plante coupée de violettes fleurie de deux pièces de pourpre boutonnées d'or, tigée et feuillée de deux pièces de sinople. |
| Blason de Fleury-devant-Douaumont | Détails | Création de Robert André Louis et Dominique Lacorde. Adopté en février 2016. |

### Personnalité liées à la commune
- Marcel Brunnarius (1884-1916), architecte, tué à Fleury-devant-Douaumont le 23 juin 1916. Son nom est inscrit au Panthéon parmi les 560 écrivains morts au combat pendant la Première Guerre mondiale.
- Germain Cuzacq (1886-1916), militaire français mort à Fleury-devant-Douaumont.